# کریستیان یاکیچ
کریستیان یاکیچ (کرواتی: Kristijan Jakić؛ زادهٔ ۱۴ مهٔ ۱۹۹۷) بازیکن فوتبال اهل کرواسی است.
از باشگاه‌هایی که در آن بازی کرده‌است می‌توان به باشگاه فوتبال لوکوموتیو زاگرب اشاره کرد.
وی همچنین در تیم‌های ملی فوتبال زیر ۲۰ سال کرواسی، و کرواسی بازی کرده‌است.